# Josef Erben
Josef Erben (29. dubna 1830 v Kostelci nad Orlicí – 10. dubna 1910 v Praze) byl pražský statistik 19. století.

## Mládí a studia
Středoškolské vzdělání získal na gymnáziu v Rychnově nad Kněžnou (1843–44) a v Broumově (1841–42, 1845–46). Poté se zapsal na Filosofickou fakultu v Praze, kde byl v letech 1847 až 1850 řádným a ve školním roce 1852/53 mimořádným studentem. Ve školním roce 1849/50 pracoval jako auskultant na akademickém gymnáziu v Praze a od roku 1850/51 jako suplent českého jazyka na piaristickém gymnáziu v Mladé Boleslavi.

## Školská dráha
V září 1852 složil zkoušky učitelské způsobilosti pro vyšší gymnázia. Počínaje školním rokem 1852/53 suploval na c.k. České vyšší reálné škole v Praze. Dne 17. prosince 1853 byl ustanoven řádným profesorem reálky, kde vyučoval češtinu, zeměpis a dějepis. Od školního roku 1856/57 vyučoval češtinu také na obchodní akademii. V listopadu 1861 se na pražském Polytechnickém ústavu přihlásil k habilitaci pro statistiku průmyslu v obou zemských řečech, češtině a němčině. Oficiální výměr pro docenturu mu byl udělen zemským výborem 2. dubna 1862 a schválen státním ministerstvem 9. září 1862, s platností od 1. října 1862. Josef Erben ukončil výuku na České vyšší reálné škole a jako soukromý docent začal od tohoto data přednášet na Polytechnickém ústavu království Českého. Působil zde do školního roku 1870/71. Jeho rezignace souvisela s přidělením funkce v pražské statistické kanceláři. Přispělo k ní i zamítnutí návrhu profesorského sboru na rozdělení mimořádné profesury národního hospodářství a statistiky, obsazené dr. Eberhardem Jonákem, na dvě honorované docentury v roce 1870. První měla být vypsána pro národní hospodářství, druhá pro statistiku průmyslu a obchodu s vědeckým výkladem zeměpisným a obsazena Josefem Erbenem.

## Dráha městského statistika
Po vzniku prvních městských statistických kanceláří v Evropě (1861 Brémy, 1862 Vídeň, Berlín, Řím atd.) se také v Praze objevovaly snahy o zřízení stejného úřadu. Dne 26. března 1870 byl na jednání znalců z oboru statistiky a představitelů města zvolen tříčlenný výbor, pověřený vypracováním statutu Statistické komise královského hlavního města Prahy. V čele výboru stál prof. Karel Kořistka, který byl 30. června 1870 na ustavující schůzi komise zvolen jejím přednostou. Komise měla zpočátku 11 členů, kteří byli jmenováni na dobu tří let. Bylo mezi nimi 7 odborníků (pro místopis, vodopis, meteorologii a zemědělství; pro statistiku obyvatelstva; pro obecní správu a jiné politické záležitosti; pro finanční hospodářství a daně; pro statistiku průmyslu a obchodu; pro statistiku vyučování, náboženských vyznání, dobročinných ústavů, spořitelen, záložen a pojišťovacích ústavů; pro statistiku nemocnic a zdravotních záležitostí), dalšími členy byli vedoucí městského archivu, správcové stavitelského úřadu a městské účtárny a představený městské statistické kanceláře. Tato kancelář byla výkonným orgánem statistické komise. Dne 16. července 1870 na druhé schůzi komise byl ředitelem Statistické kanceláře královského hlavního města Prahy jednomyslně zvolen docent Josef Erben.
Činnost kanceláře se plně rozvinula od roku 1871, kdy byla vydána první publikace Statistika královského hlavního města Prahy. Obsahovala zejména topografické údaje a výsledky sčítání obyvatelstva z roku 1869, ale také soupis škol spravovaných obcí, informace o obecním jmění a hospodaření s ním či přehled stavu dobytka v Praze a okolí. V dalších letech statistická kancelář vydávala ročenky nazvané Statistická příruční knížka královského hlavního města Prahy. Od roku 1881 byly připojovány údaje o přilehlých obcích (Královské Vinohrady, Žižkov, Karlín a další) a přílohu ročenek tvořila administrační zpráva o hospodaření všech zahrnutých obcí.
Josef Erben řídil redakci těchto publikací do roku 1905 a byl autorem dalších prací vydaných statistickou kanceláří.
Pro statistickou kancelář pracoval až do své smrti v roce 1910. Přispěl k tomu, že zaujímala jedno z vůdčích míst v rámci rakouského mocnářství.

## Další činnosti
Ačkoli studoval a pracoval pouze v Čechách, měl evropský rozhled a byl ve statistice autoritou zejména jako přední tvůrce české vědecké literatury a názvosloví v tomto oboru.
V roce 1886 byl zvolen členem Mezinárodního statistického institutu. Stal se dopisujícím členem statistické společnosti a společnosti pro politickou ekonomii v Paříži, statistických komisí ve Vídni, Manchesteru a v Nižním Novgorodě a nositelem různých vyznamenání, například ruského Řádu svatého Vladimíra (1872) a Řádu Františka Josefa (1892). Byl rovněž členem českých institucí, zmiňme Průmyslovou jednotu, Společnost českého musea v Praze a Královskou českou společnost nauk.
Věnoval se též zeměpisu jako autor map a kartografických prací a od roku 1865 jako inspektor mapové sbírky Musea království Českého. Podílel se na utvoření české odborné terminologie pro matematiku, fyziku a zeměpis.

## Výběr z publikací
- Počátkové zeměpisu : kteréž (s částečným užitím Kozenn’ova zeměpisu) pro školy mocnářství Rakouského složil Josef Erben, Olomouc : Eduard Hölzel, 1863
- Statistická knížka královského hlavního města Prahy a spojených s městskou statistickou komissí obcí Karlína, Smíchova, Král. Vinohradů a Žižkova vydávaná pro roky 1871 až 1905
- Úmrtnost v Praze a na předměstích v letech 1881-1890
- Povodeň ve středních Čechách dne 25. a 26. května 1872

Byl autorem též tematických map se statistickým zaměřením: Mapy okresního hejtmanství jičínského, Mapy okresního hejtmanství Broumovského, Mapy okresního hejtmanství frýdlantského a dalších, které byly součástí atlasu c.k. okresních hejtmanství v Čechách.

## Erbenova mapa Čech 1883

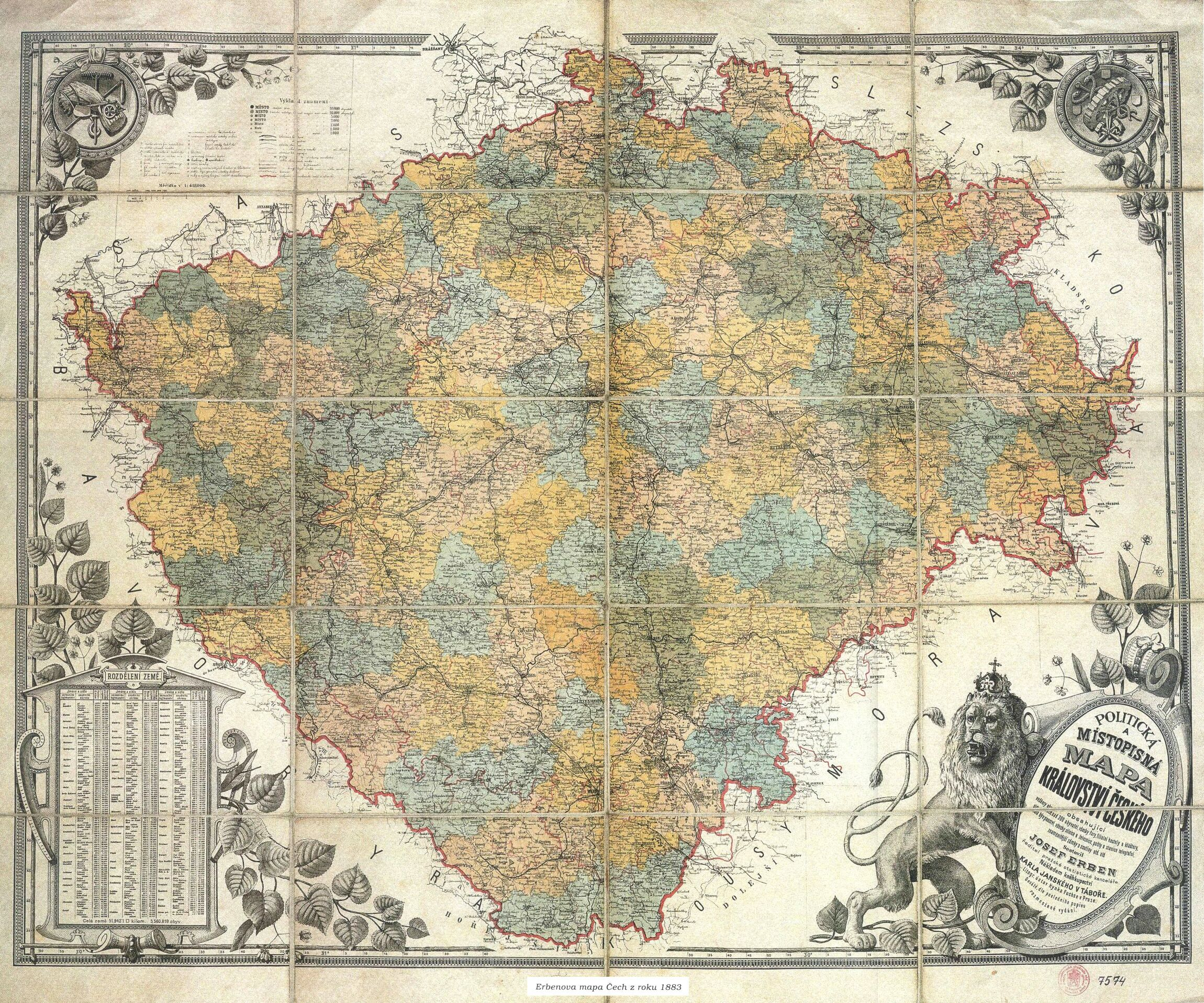
Erbenova mapa Čech 1883

Mapa obsahuje správní rozdělení země, úplný výpis obcí nad 300 obyvatel, všechny fary, kostely, kláštery, sídla bývalých panství, silnice, železnice, pošty a telegrafní stanice. Mapa je doplněna o přehledné legendy o soudním rozdělení země, Výklad znamení a tiráž. V levém horním rohu nalezneme Výklad znamení-legendu a měřítko 1 : 418 000. V levém dolním rohu nalezneme údaje o rozdělení země. Erben uvádí v přehledné tabulce jméno a sídlo okresního hejtmanství a soudního okresu. K těmto údajům jsou přidány údaje o celkové ploše v kilometrech a počet obyvatel dle popisu z roku 1880 i s vojskem. Souhrnný počet hejtmanství napočítáme 91 a soudních okresů 218. Pod touto tabulkou je celkový počet obyvatel 5 560 818 a velikost země v 51 942 kilometrech. Tiráž mapy v pravém dolním rohu mapy střeží český lev s korunou. Celé mapové pole zkrášlují lípové motivy – národní symbol od června roku 1848.
Mapa je uložena v mapových sbírkách Historického ústavu AV ČR